# Laura Peel
Laura Peel (* 29. September 1989 in Canberra) ist eine australische Freestyle-Skierin. Sie ist auf die Disziplin Aerials (Springen) spezialisiert. 2015 wurde sie Weltmeisterin.

## Biografie
Peel begann ihre Sportkarriere als Kunstturnerin, bevor sie zum Freestyle-Springen wechselte. Ihr Debüt im Weltcup hatte sie am 16. Januar 2011 in Mont Gabriel, wo sie Platz 15 erreichte und sogleich die ersten Weltcuppunkte gewann. Bei den Weltmeisterschaften 2011 in Deer Valley sprang sie auf Platz 11. Das beste Ergebnis in ihrer Premierensaison war ein sechster Platz. Die erste Weltcup-Podestplatzierung gelang ihr am 15. Januar 2012 mit Platz 3 in Mont Gabriel; es war dies erst ihre fünfte Teilnahme im Weltcup. Ihren bisher einzigen Weltcupsieg konnte sie am 17. Februar 2012 auf dem Kreischberg feiern. In der Weltcupsaison 2012/13 sprang sie zweimal auf den zweiten Platz, während sie bei den Weltmeisterschaften 2013 in Voss Achte wurde.
In der Weltcupsaison 2013/14 war ein fünfter Platz Peels bestes Ergebnis, bei den Olympischen Winterspielen 2015 in Sotschi sprang sie auf den siebten Platz. Nach einem eher mäßigen Beginn der Weltcupsaison 2014/15 gewann sie bei den Weltmeisterschaften 2015 etwas überraschend die Goldmedaille. Im folgenden Winter konnte sie verletzungsbedingt keine Wettkämpfe bestreiten. Zu Beginn der Saison 2016/17 gab sie ihr Comeback; ihr bestes Ergebnis in diesem Winter war ein dritter Platz. Bei den Weltmeisterschaften 2017 in der Sierra Nevada errang sie erneut den achten Platz. Während der Weltcupsaison 2017/18 klassierte sie sich zweimal auf Platz 3, bei den Olympischen Winterspielen 2018 in Pyeongchang wurde sie Fünfte.
Im Weltcup 2018/19 schaffte Peel einen Sieg und einen weiteren Podestplatz, bei den Weltmeisterschaften 2019 verpasste sie als Vierte knapp eine Medaille. Zwei weitere Siege sowie je ein zweiter und dritter Platz kamen im Weltcup 2019/20 hinzu, was ihr für den ersten Platz in der Disziplinenwertung reichte.

## Erfolge

### Olympische Spiele
- Sotschi 2014: 7. Aerials
- Pyeongchang 2018: 5. Aerials

### Weltmeisterschaften
- Deer Valley 2011: 11. Aerials
- Voss 2013: 8. Aerials
- Kreischberg 2015: 1. Aerials
- Sierra Nevada 2017: 8. Aerials
- Park City 2019: 4. Aerials Einzel, 7. Aerials Team

### Weltcupwertungen
| Saison  | Gesamt | Gesamt | Aerials | Aerials |
| Saison  | Platz  | Punkte | Platz   | Punkte  |
| ------- | ------ | ------ | ------- | ------- |
| 2010/11 | 55.    | 15     | 17.     | 104     |
| 2011/12 | 11.    | 41     | 4.      | 407     |
| 2012/13 | 17.    | 41     | 4.      | 285     |
| 2013/14 | 33.    | 29     | 9.      | 143     |
| 2014/15 | 30.    | 30,71  | 8.      | 215     |
| 2016/17 | 28.    | 33,29  | 6.      | 233     |
| 2017/18 | 41.    | 30,00  | 7.      | 180     |
| 2018/19 | 12.    | 51,20  | 3.      | 256     |
| 2019/20 | 5.     | 67,00  | 1.      | 469     |

### Weltcupsiege
Peel errang im Weltcup bisher 14 Podestplätze, davon 5 Siege:
| Datum            | Ort                   | Land       |
| ---------------- | --------------------- | ---------- |
| 17. Februar 2012 | Kreischberg           | Österreich |
| 2. März 2019     | Shimao Lotus Mountain | China      |
| 22. Februar 2020 | Minsk                 | Belarus    |
| 8. März 2020     | Krasnojarsk           | Russland   |
| 4. Dezember 2020 | Ruka                  | Finnland   |

### Weitere Erfolge
- 5 Podestplätze im Europacup, davon 2 Siege